# РКС Девелопмент
РКС Девелопмент — российская девелоперская компания. Входит в число системообразующих предприятий России в сфере строительства. Специализируется на возведении жилья классов «комфорт+» и «бизнес» в европейской части России. Награждена званием «Надежный застройщик России 2022». Имеет рейтинг BBB-, прогноз стабильный от рейтингового агентства НКР.

## История
Компания была основана в 2007 году как Ренессанс Девелопмент. Начато проектирование первого жилого комплекса в г. Краснодар. Первые два дома жилого комплекса сданы в 2010 году.
В 2008 году была основана дочерняя компания Ренессанс Девелопмент.
В 2009 году в связи с мировым финансовым кризисом из состава компании выходит ИК Ренессанс Капитал.
В 2011 году компания проводит ребрендинг и меняет название на РКС Девелопмент. В этом же году РКС Астрахань привлекает кредит Сбербанка размером 570 млн рублей, а РКС Краснодар привлекает кредит в размере 2136 млн рублей.
В 2012 году начаты работы компании в Ханты-мансийском Автономном округе.
В 2013 году РКС Краснодар вновь привлекает кредитные средства размером 200 млн рублей. Введен в эксплуатацию ЖК «Зеленая 1» в Астрахани.
В 2015 году введен в эксплуатацию ЖК «Легенда» в Краснодаре.
В 2016 году РКС Девелопмент становится лауреатом 7-й национальной премии за достижения в жилищном строительстве в номинации «Городское строительство. Регионы России». Введены в эксплуатацию ЖК «Времена года» в Астрахани и «Возрождение» в Ханты-Мансийске.
В 2017 году компания получила номинацию Тренд года в рамках ежегодного мероприятия «Проект года» в Твери. Начало строительства ЖК «Мичуринский» в Твери и работы над проектом ЖК Holiday House в Анапе в качестве fee-девелопера.
В 2018 году Департамент маркетинга РКС Девелопмент был признан «Самой креативной командой» по версии WOW Awards — премии за лучшие рекламные проекты в сфере недвижимости. РКС Девелопмент также получила награду в номинации «Девелопер года» в рамках ежегодного мероприятия «Проект года» в Твери.
В 2019 году в Сочи введены в эксплуатацию жилых комплексов «Урожайный» и «Летняя резиденция», а также начала реализацию ЖК «Раз! Два! Три!». Рейтинговое агентство АКРА присвоило ООО «РКС Девелопмент» кредитный рейтинг на уровне BB-(RU), прогноз «Стабильный». ЖК Holiday House стал победителем премии «Рекорды рынка недвижимости 2019» в номинации «Экологичный объект №1».
В 2020 году компания провела первый выпуск облигационного займа при поддержке МСП банка. Начата реализация проекта Supernova в Пензе и приобретен первый земельный участок в Московской области.
В 2021 году завершена реализация ЖК «Сурская Ривьера» в Пензе и ЖК «Раз! Два! Три!» в Сочи.
В 2022 году начала реализацию первого собственного проекта в Москве - комплекса апартаментов Insider (Инсайдер), проектное финансирование - Сбербанк. ЖК Holiday House в Анапе стал победителем федеральной премии Urban Awards 2022 в номинации «Самый инвестиционно привлекательный проект».
В 2023 году подписан договор с администрацией Анапы о комплексном развитии территории площадью около 50 га в Сукко (проект Holiday House), в рамках которого планируется строительство дорожно-транспортной инфраструктуры и социальных объектов. Введена в эксплуатацию первая очередь ЖК Supernova в Пензе.

## Собственники и руководство
- Сагирян Игорь Апетович — основатель РКС Девелопмент.
- Щербакова Марина Викторовна — генеральный директор.
- Сагирян Станислав Игоревич — директор по развитию.

## Обороты
За 2019 год выручка РКС Девелопмент составила 2 022 млн российских рублей.
За первое полугодие 2020 года выручка составила 1 308 млн российских рублей.

## Проекты
Москва:
- Комплекс апартаментов Insider (строится)

Московская область:
- ЖК в Нахабино (проектные работы)
- ЖК в Суханово (проектные работы)
- ЖК в Булатниково (проектные работы)

Краснодар:
- ЖК Возрождение
- ЖК Сапфир
- ЖК Легенда

Темрюк:
- ЖК Возрождение

Астрахань:
- ЖК Зеленая 1
- ЖК Времена года

Сочи:
- ЖК Урожайный
- ЖК Летняя резиденция

Ханты-Мансийск:
- ЖК Возрождение

Пенза:
- ЖК Сурская ривьера
- ЖК SUPERNOVA (строится)

Тверь
- ЖК Мичуринский (строится)

Анапа
- ЖК Holiday House (строится)
- Anapolis Residence (строится)